# Messua donalda
Messua donalda là một loài nhện trong họ Salticidae.
Loài này thuộc chi Messua. Messua donalda được Otto Kraus miêu tả năm 1955.